# Rezerwat przyrody Żurawie Bagno (województwo lubuskie)

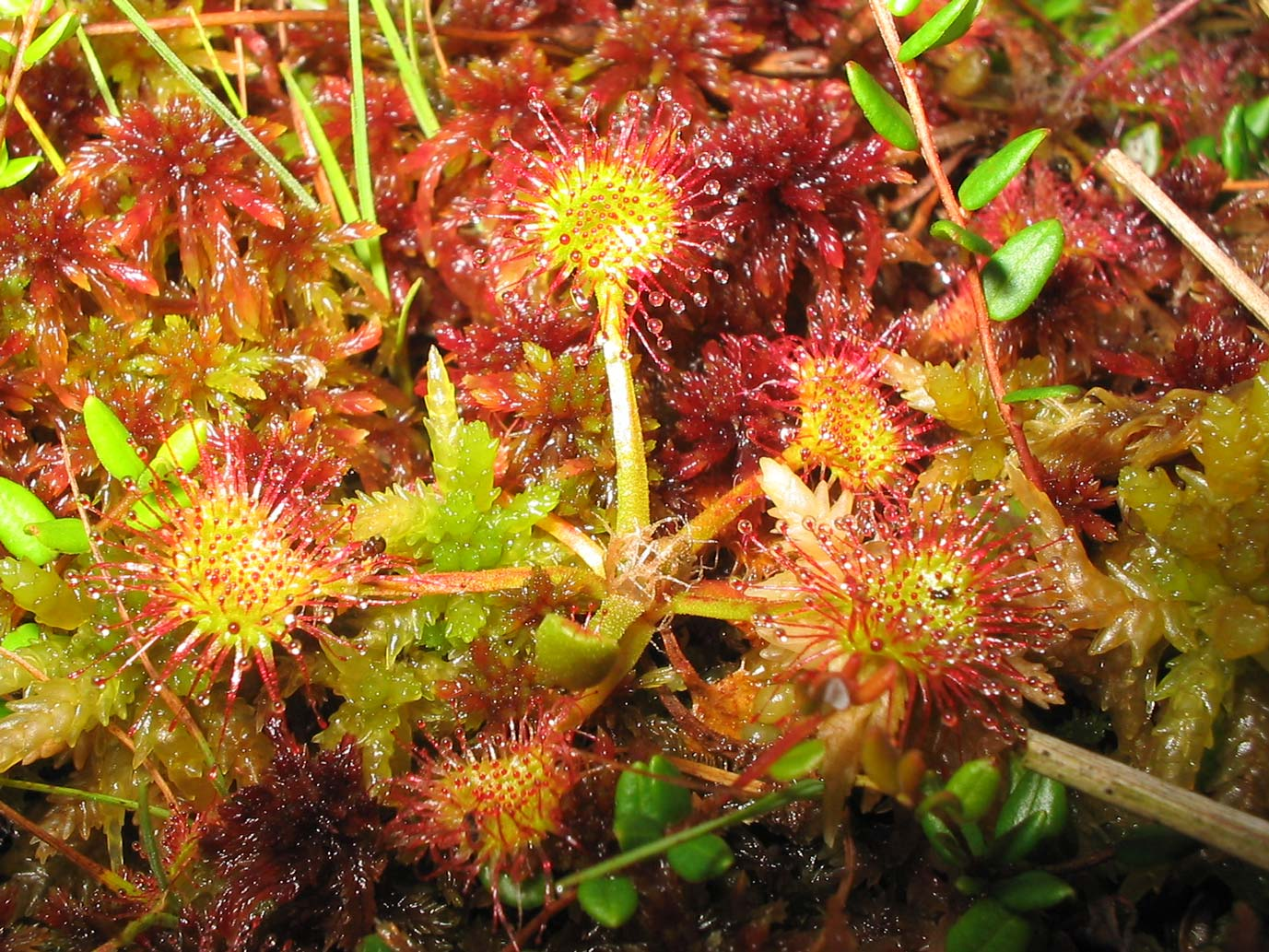
Rosiczka okrągłolistna

Żurawie Bagno – torfowiskowy rezerwat przyrody w gminie Przewóz, powiecie żarskim (województwo lubuskie). Położony jest około 2 km na północny wschód od wsi Lipna w Borach Dolnośląskich.
Został utworzony w 1970 roku na powierzchni 42,07 ha. Obecnie zajmuje 44,52 ha, a cały jego obszar objęty jest ochroną ścisłą.
Charakterystyczną cechą tych terenów jest występowanie roślin owadożernych, w tym przypadku rosiczek. Miejsce gniazdowania wielu ptaków, między innymi żurawia szarego.

## Podstawa prawna
Nr rej. woj. – 13

### Akt prawny powołujący rezerwat
- Zarządzenie Ministra Leśnictwa i Przemysłu Drzewnego z dnia 31 marca 1970 r. w sprawie uznania za rezerwat przyrody (M.P. z 1970 r. nr 11, poz. 98)

### Inne akty prawne
- Obwieszczenie Wojewody Lubuskiego z dnia 16 stycznia 2002 r. w sprawie ustalenia wykazu rezerwatów przyrody utworzonych do dnia 31 grudnia 1998 r. (Dz. Urz. Województwa Lubuskiego Nr 12, poz. 144)[3]
- Zarządzenie Nr 31/2011 Regionalnego Dyrektora Ochrony Środowiska w Gorzowie Wielkopolskim z dnia 7 lipca 2011 r. w sprawie rezerwatu przyrody „Żurawie Bagno” (Dz. Urz. Województwa Lubuskiego Nr 81, poz. 1563)

## Położenie
- Województwo lubuskie
- Powiat żarski
- Gmina Przewóz
- Obr. ewidencyjny Jamno

## Właściciel, zarządzający
Skarb Państwa, Nadleśnictwo Wymiarki

## Powierzchnia pod ochroną
44,52 ha w tym:
- Działki nr: 78 – 6,81 ha, 79 – 6,63 ha, 82 – 14,81 ha, 83 – 4,50 ha, 87 – 9,47 ha, 90 – 2,30 ha[2].

## Opis przedmiotu poddanego ochronie
Rezerwat typu wodno-torfowiskowego stanowi fragment dawnego jeziora na skutek ekspansji lasu częściowo osuszonego. Całą powierzchnię stanowi bagno w części środkowej zalane wodą. W częściach bardziej osuszonych porośnięte grupowo brzozą i sosną w wieku 10–20 lat, sosną karłowatą w II – IV klasie wieku oraz brzozą w tym samym wieku (typ siedliskowy – bór bagienny). Liczne suchoczuby. Teren równy w części zachodniej wklęsły. Gleba bagienna – torf średnio głęboki, na piaskach gliniastych. Pokrywa zachwaszczona.
Występuje tu trzcina, trzęślica modra, sit, turzyce, torfowce, rosiczki (okrągłolistna, długolistna, pośrednia), wełnianka pochwowata, bagno zwyczajne, a także czermień błotna, nerecznica grzebieniasta, wełnianka wąskolistna, widłak torfowy, żurawina błotna, borówka bagienna czy wrzosiec bagienny.
Z ciekawszych ptaków występuje tu m.in. żuraw i bielik.

## Ochrona
Celem ochrony rezerwatu jest zachowanie ze względów naukowych i dydaktycznych zbiorowiska roślinności bagiennej i torfowiskowej.
Według obowiązującego planu ochrony ustanowionego w 2016 roku, obszar rezerwatu objęty jest ochroną ścisłą.
Rezerwat leży w granicach dwóch obszarów sieci Natura 2000: obszaru specjalnej ochrony ptaków „Bory Dolnośląskie” PLB020005 oraz specjalnego obszaru ochrony siedlisk „Przygiełkowiska koło Gozdnicy” PLH080055.
Nie podlega ochronie w zakresie prawa międzynarodowego.